# א

筆記体

א（アレフ、ヘブライ語: אל״ף, אָלֶף ʾalef）はヘブライ文字の1番目の文字。ヘブライ数字の数価は1。

## 音声
本来は声門破裂音[ʔ]を表す。現代ヘブライ語ではע（アイン）と同音になり、また多くの場合には無音になった。語末では決して発音されず、語頭でも発音されることはまれである。

## 起源
牡牛（ヘブライ語 אֶלֶף elef）の頭を描いた文字に由来する。

## 記号としての用法
Unicodeでは記号としてのアレフのためにヘブライ文字のアレフとは別の符号位置が与えられている（ℵ U+2135 Alef Symbol）。ヘブライ文字が右から左へ書かれるのに対し、アレフ記号は左から右への双方向属性を持つ。
アレフ数の記号はこの文字である。
聖書の写本の分類ではシナイ写本を表す。